# Lougou (Niger)
Lougou ist ein Dorf in der Landgemeinde Dan-Kassari in Niger.

## Geographie

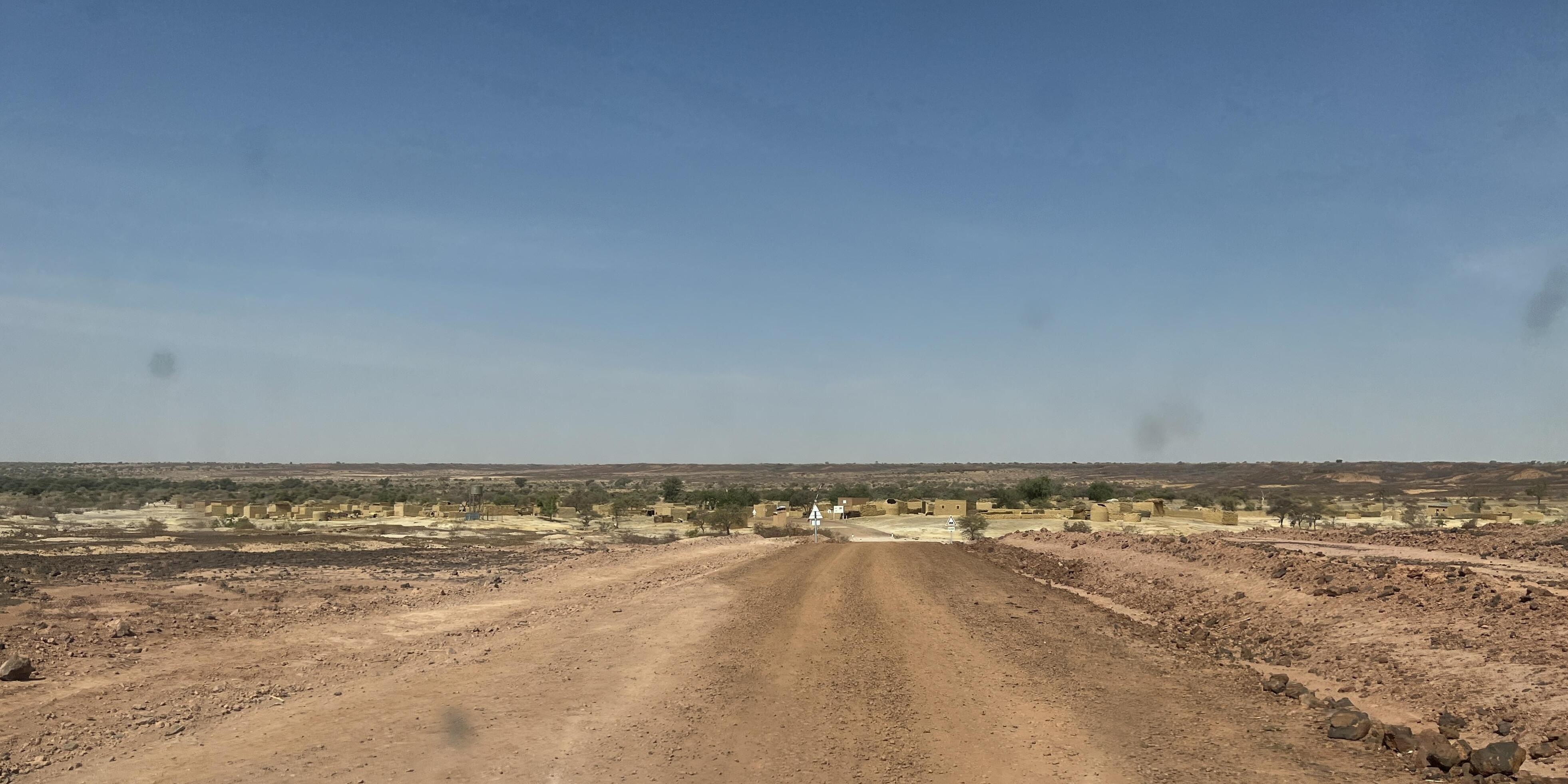
Ortsansicht von Lougou (2023)

Das Dorf liegt nordwestlich von Dan-Kassari, dem Hauptort der gleichnamigen Landgemeinde, die zum Departement Dogondoutchi in der Region Dosso gehört.

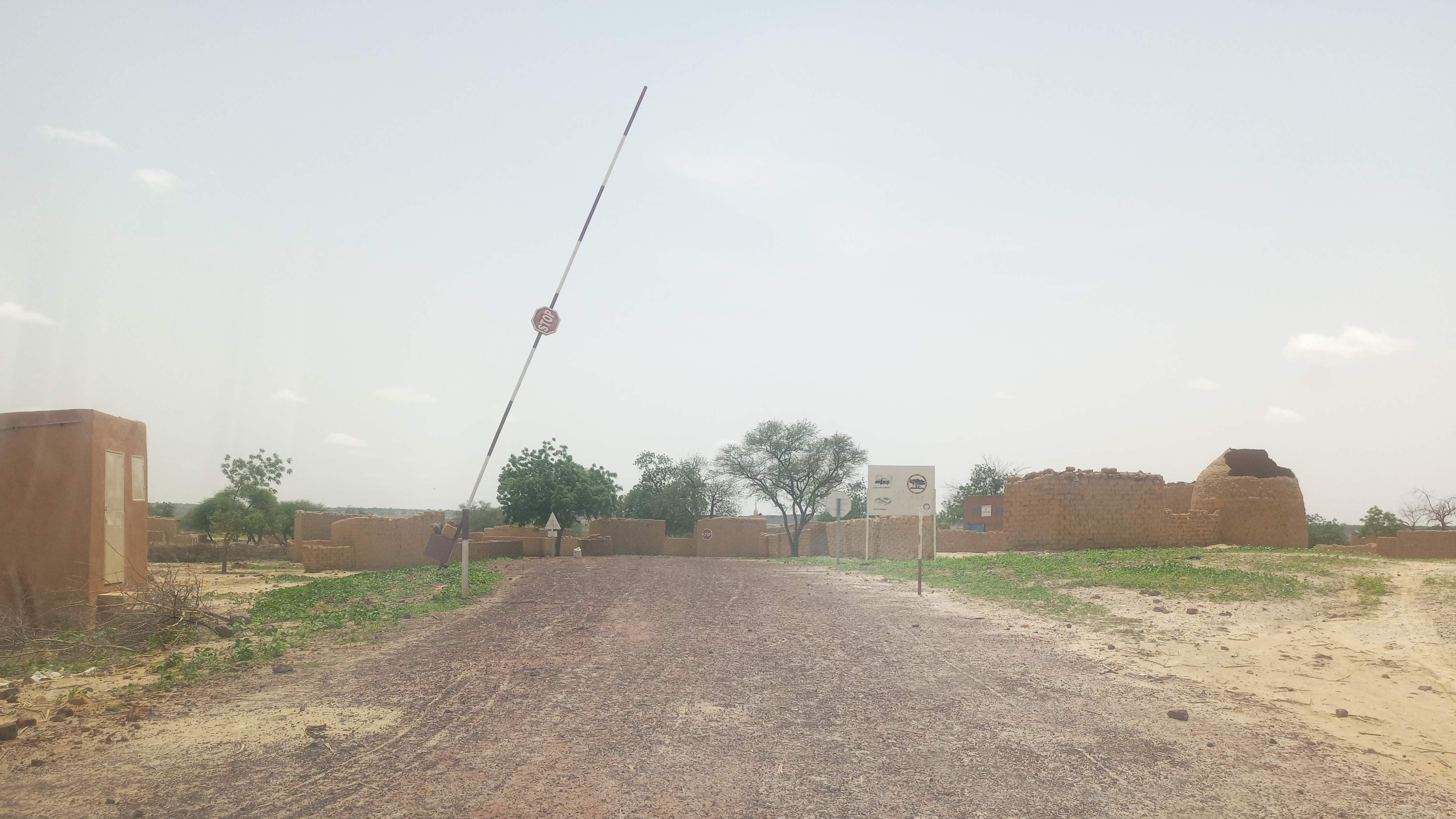
Ortseinfahrt von Lougou (2024)

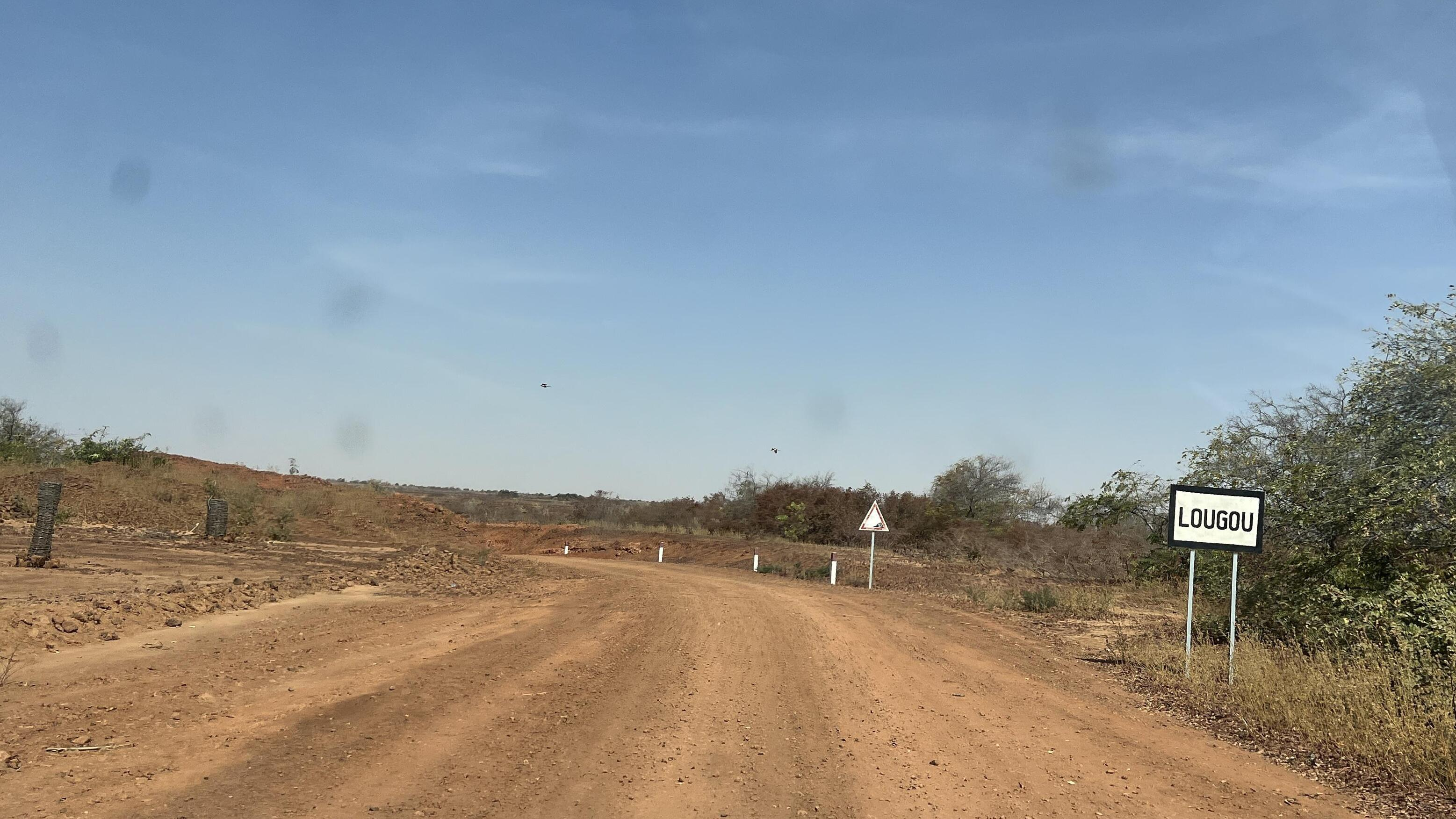
Ortstafel von Lougou (2023)

Lougou ist Teil der Übergangszone zwischen Sahel und Sudan. Die durchschnittliche jährliche Niederschlagsmenge beträgt hier zwischen 400 und 500 mm.

## Geschichte
Lougou gilt als älteste bestehende Siedlung in der Region. Der Ort ist der Sitz der Sarraounia, einer traditionellen Herrscherin und religiösen Anführerin der Azna. Am 16. April 1899 verlor die Sarraounia Mangou in der Schlacht von Lougou gegen die französische Militärexpedition Mission Voulet-Chanoine. Die Franzosen zerstörten daraufhin das Dorf und den Palast der Herrscherin, deren Nachfolgerinnen seitdem in einer kleinen Hütte residieren.
Erhalten geblieben waren die Gerichtsstätte der Sarraounia beim heiligen Stein Toungouma, der Friedhof der Herrscherinnen und das Schlachtfeld von 1899, wo noch menschliche Knochen gefunden werden. Der nigrische Staat beantragte 2006 bei der UNESCO eine Aufnahme von Lougou in die Welterbeliste. Der Gerichtsstein Toungouma verschwand Anfang 2018 spurlos.

## Bevölkerung
Lougou hatte 1009 Einwohner in 123 Haushalten bei der Volkszählung 1988, 252 Einwohner in 31 Haushalten bei der Volkszählung 2001 und 366 Einwohner in 45 Haushalten bei der Volkszählung 2012.

## Wirtschaft und Infrastruktur
Es gibt eine Schule im Dorf. In der Zone der Hochebenen im Westen Nigers, in der Lougou liegt, kommt es zu vielen Konflikten beim Zugang zu Wasser und Viehfutter.